# 蒂鲁琴格奥德
蒂鲁琴格奥德（Tiruchengode），是印度泰米尔纳德邦Namakkal县的一个城镇。总人口80177（2001年）。

## 人口
该地2001年总人口80177人，其中男性40798人，女性39379人；0—6岁人口8208人，其中男4256人，女3952人；识字率72.18%，其中男性为79.03%，女性为65.08%。